# Grünewald (Brandenburgia)
Grünewald (górnołuż. Zeleny Hózd, dolnołuż. Zeleny Gozd) – gmina w Niemczech w kraju związkowym Brandenburgia, w powiecie Oberspreewald-Lausitz, wchodzi w skład urzędu Ruhland.